# Sceletium tortuosum
Sceletium tortuosum — травянистое суккулентное растение семейства Аизовые, вид рода Скелетиум, или Сцелетиум (Sceletium), произрастающее в Южной Африке. Первое письменное упоминание растения датировано 1662 годом.

## Название
Перевод видового эпитета лат. tortuosum — «скрученный». Русское название вида может звучать как Скелетиум скрученный. Во многих языках вид известен под именем Канна (Channa), этим названием аборигены называют местность, в которой встречается растение.

### Синонимы
В синонимику названий вида входят:
- Mesembryanthemum tortuosum L.basionym
- Phyllobolus tortuosus (L.) Bittrich
- Sceletium compactum L.Bolus
- Sceletium framesii L.Bolus
- Sceletium joubertii L.Bolus

## Химический состав
Растение содержит ряд алкалоидов, обладающих психоактивными свойствами; среди них: мезембрин (или месембрин), мезембренон, мезембренол, тортуозамин.

## Применение
Аборигены Южной Африки с древних времён заготавливают и используют растение как общеукрепляющее средство.

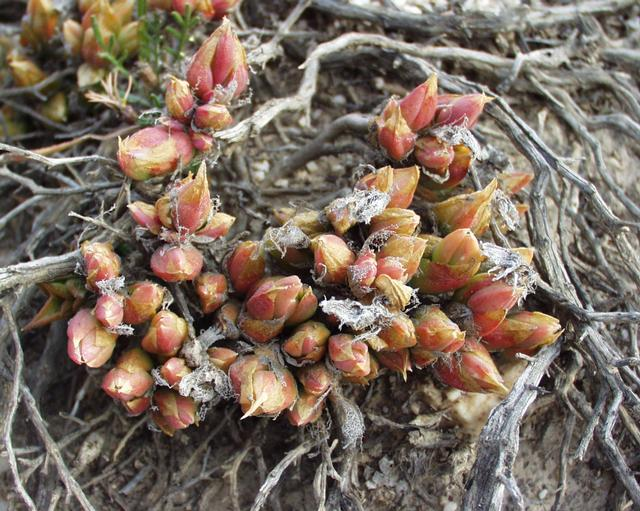
Sceletium tortuosum